# کریستوفر وث
کریستوفر وث (انگلیسی: Christopher Voth؛ زادهٔ ۲۷ سپتامبر ۱۹۹۰) بازیکن والیبال اهل کانادا است. او عضو تیم ملی والیبال مردان کانادا است. در سطح باشگاهی او بازیکن سمت چپ تیم آبیانت لیکورگوس است. وث آشکارا همجنس‌گرا است. او نخستین ورزشکار در سطح ملی در کانادا بود که آشکارسازی کرد.